# Journée de la Nakba
Ne doit pas être confondu avec Jour de la Naksa.

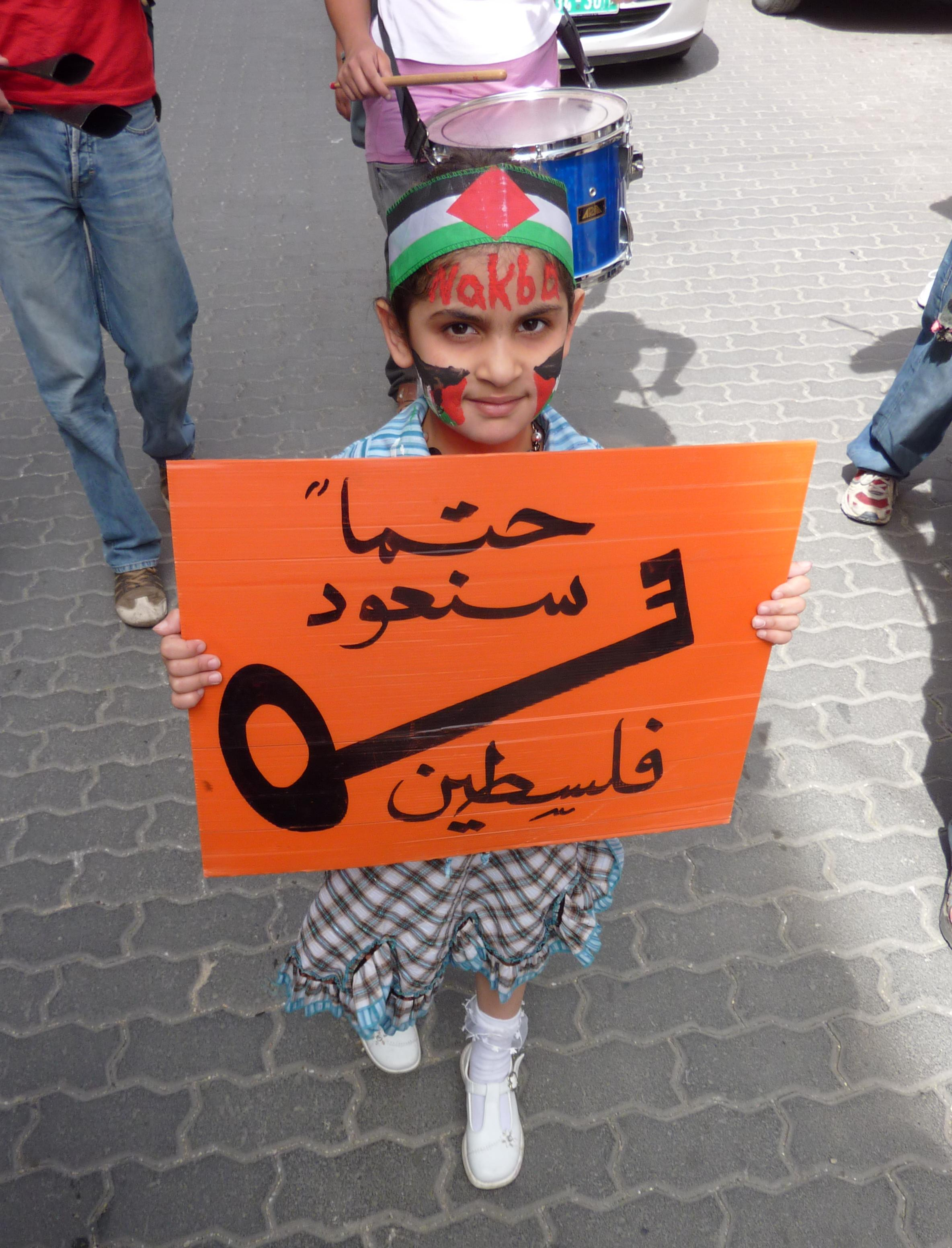
Journée de la Nakba, le 15 mai 2010, à Hébron.

La Journée de la Nakba (arabe : ذكرى النكبة Dhikra an-Nakba, « Commémoration de la Catastrophe ») est un jour mémorial officiellement instauré en 1998 par Yasser Arafat pour commémorer la Nakba, « catastrophe » que représente aux yeux de la nation arabe la création de l’État d’Israël car elle s’accompagne pour eux de la destruction de la société arabe qui avait cours dans la Palestine sous mandat britannique jusqu’en 1948, et du déplacement permanent d’une majorité de ses habitants arabes. Elle a généralement lieu le 15 mai, au lendemain de l’expiration du mandat britannique.

## Notes et références

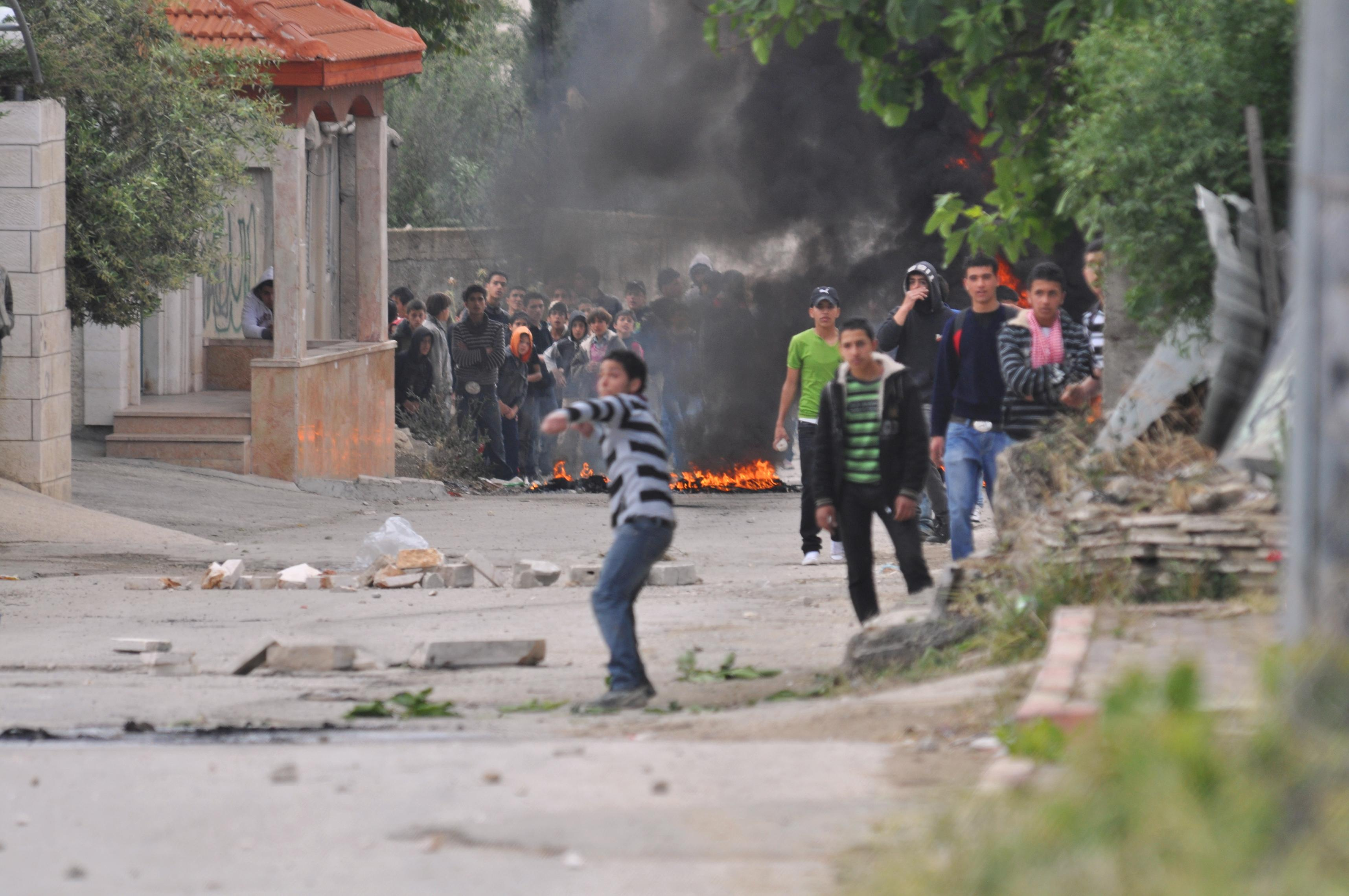
Manifestation contre la colonisation israélienne dans le camp de réfugiés palestiniens d'Arroub, à l'occasion de la journée de la Nakba, le 15 mai 2011.